# Macroetra
Macroetra is een vliegengeslacht uit de familie van de roofvliegen (Asilidae).

## Soorten
- M. angola Londt, 1994
- M. cera Londt, 1994
- M. damara Londt, 1994